# Henri Rutten
Henri Franciscus Rutten (Tilburg, 1873 - Papoea-Nieuw-Guinea, 1904) was een Nederlands geestelijke van de Rooms-Katholieke Kerk, werkzaam als missionaris op Papoea-Nieuw-Guinea, alwaar hij, samen met negen andere religieuzen, door opstandige bewoners om het leven werd gebracht.
Henri Rutten werd geboren in de Oude Kerkstraat te Tilburg als oudste van elf kinderen van Jan en Mie Rutten-Nouwens. Hij volgde zijn opleiding bij de paters van de Rooi Harten (MSC). Na zijn priesterwijding in 1900 vertrok pater Rutten naar zijn eerste missiepost zijnde Neu Pommern, in de toenmalig Duitse kolonie Papoea-Nieuw-Guinea (thans New Britain). In 1904 werd hij daar geheel onverwacht door opstandelingen vermoord, mogelijk met een jachtgeweer van hemzelf. In reactie daarop trad de koloniale macht hard op tegen de verdachten, waarbij een onbekend aantal mensen werd gedood. 
In 1922, bij gelegenheid van het gouden huwelijk van zijn ouders, is een gedenkboek met een levensschets van Henri Rutten uitgebracht door de paters MSC. In 2004 verscheen een bundeling van bewaard gebleven brieven aan zijn familie in Tilburg (periode 1896-1904); de originele brieven zijn in 2011 door de familie geschonken aan het Regionaal Archief Tilburg.

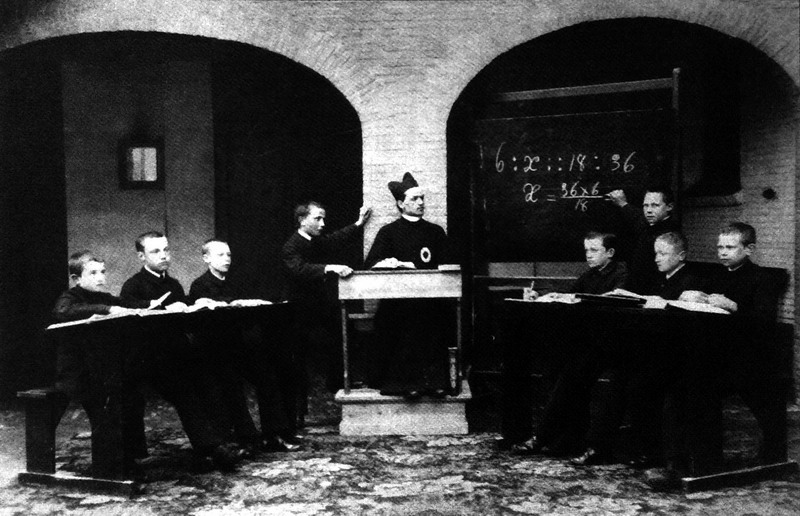
Henri staat voor het schoolbord, rechts. Foto circa 1886
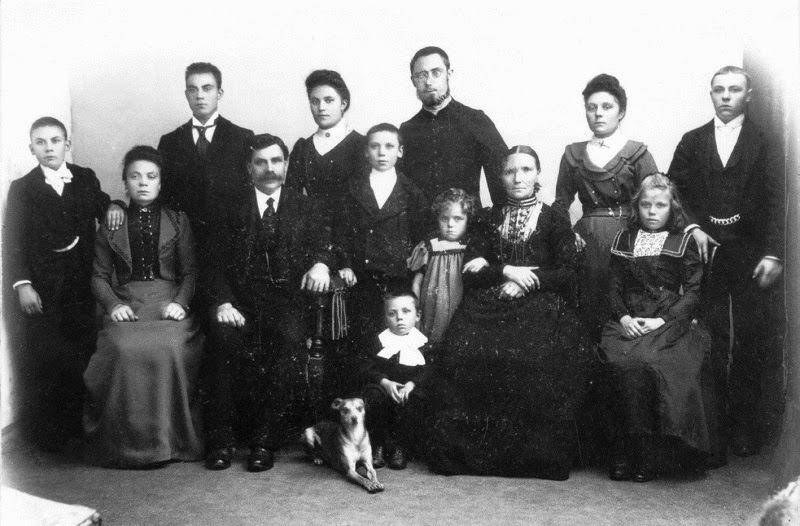
Familiefoto Rutten voor vertrek van Henri (midden, met baard en bril), 1900

- Nederlandse Thesaurus van Auteursnamen: 120331608
- Virtual International Authority File: 280757976
- WorldCat: E39PBJqqkCwQr8bQHfFyRh34v3